# (À suivre)
À suivre va ser una revista de còmics franco-belga publicada per l'editorial Casterman des de febrer de 1978 fins a desembre de 1997. Aquesta publicació pretenia continuar la tradició de la revista Tintin, buscant però un públic més adult. Entre els seus autors poden citar-se a Jacques Tardi, Hugo Pratt, Jean-Claude Forest, Alejandro Jodorowsky, Milo Manara, Jean Giraud, François Bourgeon, F'Murr, Ted Benoît, Guido Crepax, Vittorio Giardino, François Schuiten,  José Muñoz, Carlos Sampayo, Benoît Sokal i François Boucq.